# Jeolla-do
Jeolla-do ist der Name einer früheren Provinz in Korea. Sie lag im Südwesten der Halbinsel und hatte Jeonju als Hauptstadt.
Jeolla entstand zur Zeit der Goryeo-Dynastie als Jeollaju-do und wurde zu Beginn der Joseon-Dynastie im frühen 15. Jahrhundert umbenannt. Der Name wurde aus den Namen der Städte Jeonju und Naju gebildet (nn wird im Koreanischen zu ll). 1894 begann hier der Donghak-Aufstand, eine Bauernrevolte. 1896 entstanden aus der Provinz die heutigen südkoreanischen Provinzen Jeollabuk-do und Jeollanam-do.
Die Region gilt bis heute als eine Hochburg der politischen Liberalen, daher auch der Deobureo-minju-Partei.